# Tegucigalpa
Tegucigalpa (zkráceně Tegus) je hlavním městem Hondurasu, kde žije 1,3 milionu obyvatel (2023). Nachází se v nadmořské výšce 990 metrů. Název města pochází z výrazu Taguz-galpa v indiánském jazyce Nahuatl, který lze přeložit jako „stříbrné kopce“. Tegucigalpa se nachází v tzv. Distrito Central a tvoří hlavní město Hondurasu společně se svým "dvojčetem" Comayagüelou, kterou od Tegucigalpy odděluje řeka Rio Guacerique.

## Historie
Město založili Španělé 29. září 1578 pod názvem Real de Minas de San Miguel de Tegucigalpa. Jeho rozvoj je spojen s těžbou zlata a stříbra. Hlavním městem země učinil Tegucigalpu v roce 1880 prezident Marco Aurelio Soto. V roce 1998 město zasáhl hurikán Mitch, který způsobil záplavy a sesuvy půdy.

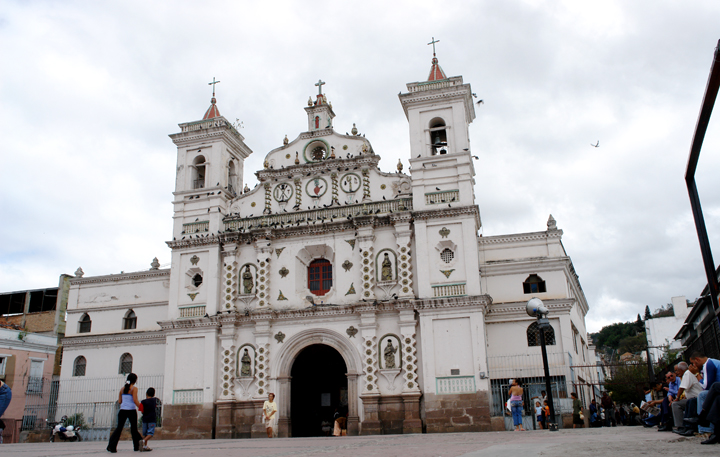
Kostel Los Dolores, postavený v roce 1735

Sídlí zde dvanáct univerzit, z nichž největší je Honduraská národní autonomní univerzita, založená roku 1847. Tegucigalpa je centrem římskokatolické arcidiecéze a nachází se zde katedrála svatého Michaela archanděla, vybudovaná roku 1765 v barokním slohu. Dominantou města je hora El Picacho s třicetimetrovou sochou Krista. V metropoli sídlí Národní divadlo Manuela Bonilly, významným kulturním centrem je také Muzeum národní identity se sbírkami předkolumbovského umění. Honduraský prezident úřaduje v rezidenci Palacio José Cecilio del Valle na bulváru Jana Pavla II. V Tegucigalpě také sídlí 25 ambasád a 16 konzulátů. 
30. října 1998 postihl hlavní město i zbytek Hondurasu hurikán Mitch. Během pěti dnů způsobil rozsáhlé sesuvy půdy a záplavy, které si vyžádaly životy tisíců lidí a způsobily značné škody včetně odlesnění a zničení mnoha domů. Část města Comayagua byla zničena, stejně jako několik čtvrtí v okolí hlavního města. Po hurikánu byla infrastruktura v Tegucigalpě vážně poškozena. I po 12 letech byly stopy hurikánu Mitch stále patrné, zejména podél břehů řeky Choluteca.
Ve zdejší ekonomice převládá potravinářský, textilní a dřevozpracující průmysl. Tegucigalpa je jedním z mála hlavních měst světa, kam nevede železnice. Nedaleko města se nachází mezinárodní letiště Toncontín, které je řazeno k nejnebezpečnějším letištím světa. Fotbalový klub CD Olimpia je historicky nejúspěšnějším týmem v Hondurasu.

## Kriminalita
Honduras, včetně jeho hlavního města Tegucigalpy, má nejvyšší počet vražd na světě a v posledních letech zde došlo k rekordnímu nárůstu násilí. V roce 2010 byla míra vražd ve Francisco Morazánu 83,2 na 100 000 obyvatel, což bylo nad celostátním průměrem 86. Centrální okres v roce 2009 zaznamenal míru vražd 72,7, kdy úřady zaznamenaly 792 úmyslných a 151 neúmyslných vražd, což představuje průměrně 66 vražd měsíčně nebo dvě denně. Nejvyšší míru násilných úmrtí hlásí chudé čtvrti v Tegucigalpě, jako jsou Barrio Concepción, Colonia Nueva Capital, Colonia Villa Nueva Norte, a další.
Honduras má asi 7 000 členů ve 300 až 400 pouličních gangů, přičemž většina sídlí v Tegucigalpě. Tyto gangy jsou zapojeny do různých trestných činů, včetně vyhrožování telefonáty, a mají velkou kontrolu nad veřejnými statky, jako jsou veřejné taxíky. Zvláště ve chudých čtvrtích mají gangy výrazný vliv. Policejní vymáhání je lepší ve vyšších třídách a turistických částech města, ale obecně vláda nemá nad gangy velkou kontrolu kvůli nestabilitě veřejného systému.

## Partnerská města
- Ammán, Jordánsko
- Guadalajara, Mexiko
- Madrid, Španělsko
- Tchaj-pej, Tchaj-wan
- Belo Horizonte, Brazílie
- New Orleans, Spojené státy americké
- Lima, Peru
- Soul, Jižní Korea
- Bogota, Kolumbie